# Thanasimus formicarius
Thanasimus formicarius és una espècie de coleòpter de la família dels clèrids, de mida mitjana i cos tou, amb unes mandíbules fortes que poden estripar els cos dur d'alguns escarabats (com escolitins i Tomicus). De fet, les larves i els adults són els depredadors comuns dels escolitins a Europa.

## Cicle de vida
Els adults hivernen a la base de coníferes, i excepcionalment a arbres caducifolis. Emergeixen a la primavera i volen cap a les parts baixes dels arbres per caçar escolitins. Les seves preses més comunes són Tomicus piniperda, Tomicus minor i Ips typographus. Sovint es troben esperant les preses a pins caiguts o arbres esporgats.
Tant Thanasimus formicarius  com els escolitins són atrets pel monoterpè que desprenen els arbres caiguts, així com la fusta amuntegada. Thanasimus formicarius  també és atret per les feromones dels escolitins, cosa que fa que sovint caiguin dins de les trampes elaborades per controlar la població d'aquests darrers. Les larves entren a les galeries construïdes pels escolitins i s'alimenten de escolitins que encara no han madurat. Les larves creixen molt a poc a poc (són uns dos anys en etapa larval). Els adults de T. formicarius viuen entre 4 i 10 mesos.
Mascles i femelles es troben sovint, amb diferents parelles al llarg de l'estació. La trobada és curta, i l'aparellament precedeix una persecució Homes i company de femelles repetidament, amb molts socis diferents per tot l'estació. Mating És curt, i la copulació precedeix una persecució i una captura de la femella per part del mascle amb els maxil·lars inferiors.
La posta d'ous va des d'abril fins al juny. Normalment la posta és d'uns 20 a 30 ous vora els túnels que excaven els escolitins. Les larves (rosades), després de covar durant una setmana, s'alimenten de larves, ous i pupes dels escolitins. Són ràpides movent-se pels passadissos dels escolitins; i a més també poden córrer enrere.
Abans d'entrar a la fase de pupes, les larves formen una cambra ovalada. La primavera següent els escarabats emergiran.

## Gamma de preses
T. formicarius s'alimenta de 27 tipus d'escarabs que pertanyen a 15 gèneres d'escolitins: Dendroctonus, Dryocoetes, Hylastes, Hylesinus, Hylurgops, Hylurgus, Ips, Leperesinus, Orthotomicus, Pityogenes, Pityokteines, Polygraphus, Scolytus, Tomicus i Trypodendron. Tots aquests escolitins infesten conífers (pi, picea, làrix, avets, i altres), i arbres de fulla ampla (roure, pollancre, i altres)

## Comportament
Els adults subjecten ben ràpid la presa amb totes les seves cames, per tal que no pugui fugir. Després, comença a mossegar-la entre el tòrax i l'abdomen (o entre el cap i el tòrax) per aprofitar les parts suculentes toves. La ingesta de la presa sencera pot dur uns 10 minuts. El clèrids poden alimentar-se amb uns 3 escolitins al dia. És interessant remarcar que, quan el clèrid comença a alimentar-se, sempre acaba el procés; pel que mai malgasta una presa.
Diferents experiments suggereixen que els arbres preferits per fer la posta són els pins.
Possible mimetisme: La forma i color del cos dels clèrids recorda les formigues de vellut del gènere dels mutíl·lids, que comparteixen territori. Les formigues de vellut són famoses per la seva picada dolorosa.